# 799
| 799                |
| ------------------ |
| Dødsfald - Fødsler |
|                    |

| Gregoriansk kalender | 799 DCCXCIX             |
| Ab urbe condita      | 1552                    |
| Armensk kalender     | 248 ԹՎ ՄԽԸ              |
| Kinesiske kalender   | 3495 – 3496 戊寅 – 己卯 |
| Etiopisk kalender    | 791 – 792               |
| Jødisk kalender      | 4559 – 4560             |
| Hindukalendere       |                         |
| - Vikram Samvat      | 854 – 855               |
| - Shaka Samvat       | 721 – 722               |
| - Kali Yuga          | 3900 – 3901             |
| Iransk kalender      | 177 – 178               |
| Islamisk kalender    | 183 – 184               |

Se også 799 (tal)

## Begivenheder
- 25. april - Pave Leo 3. overfaldes i Rom og flygter herefter til frankerkongen Karl den Stores hof i Paderborn for beskyttese